# Chester (Nouvelle-Écosse)
Pour les articles homonymes, voir Chester.
Chester est un village canadien localisé dans la partie sud-est du comté de Lunenburg, Nouvelle-Écosse, Canada.

## Histoire
Chester a été fondé en 1759 durant la Guerre de la Conquête. En 1761, Chester a connu ses premiers habitants permanents (d'origine européenne).
Chester est une communauté assez riche. Il est une destination de vacance pour les amateurs de bateaux à voile ainsi pour les visites aux deux îles qui se trouvent à 45 minutes par ferry : Big Tancook et Little Tancook.
En 2002, une proposition de changer le statut du Chester de village en ville («town», en anglais) a provoqué une controverse. La motion fut un échec après sa défaite par plébiscite public le 22 février.

## Démographie
| 2006  | 2011  | 2016  |
| ----- | ----- | ----- |
| 1 496 | 1 484 | 1 458 |

## Personnalités nées ou ayant vécu à Chester
- Dean Brody, chanteur canadien de Country.
- Donald Hebb, psychologue et neuropsychologue canadien.
- Adam Copeland, ancien lutteur canadien.
- Mona Louise Parsons, actrice.
- Old Man Luedecke, musicien folk.
- Sidney Oland
- Christopher Ondaatje
- Desmond Piers
- Frank Woolley, joueur de cricket.